# Kuching
Kuching (古晋 in chineză), cu denumirea oficială Orașul Kuching, mai demult Orașul Sarawak, este capitala și totodată cel mai populat oraș al statului Sarawak, pe insula Borneo din Malaysia. Orașul se întinde pe o suprafață de 1,863 km² și are o populație estimată in anul 2012 de 1 milion de locuitori.